# Coast to Coast AM
Coast to Coast AM ist eine nordamerikanische Late-Night Radio-Talkshow mit Themen aus dem Bereich Verschwörungstheorien und paranormale Phänomene. Produziert wird die Show von Premiere Networks und als Teil des eigenen Talk-Networks wie auch als Syndicated Program für den größten US-Radiokonzern iHeartMedia auf dessen Mittelwellensendern verbreitet.
Entwickelt und produziert wurde die Show zunächst von Art Bell. Mike Siegel modertiere die Sendung eine Zeit lang. Seit 2003 ist für die wochentägliche Sendung George Noory der Gastgeber. Am Wochenende moderieren George Knapp, Rob Simone, Dave Schrader und Richard Syrett. Die normale Show besteht aus einem zweistündigen Gespräch mit einem Studiogast und Call-ins der Hörer. Derzeit übernehmen mehr als 600 Stationen aus den USA, Kanada, Australien und Guam die Show. Darunter auch eine Reihe Clear Channel Stations wie WGY New York und andere.

## Gegenpositionen
Die Radiosendung beschäftigt sich mit pseudowissenschaftlichen Themen wie UFO-Sichtungen oder Verschwörungstheorien. Ein oftmals prominenter Gast erzählt von einem mysteriösen Phänomen, wie Geistererscheinung oder Bigfoot-Sichtungen, und der Moderator versucht, das Thema von allen Seiten zu diskutieren. Nolan Higdon, Professor für Geschichte und Kommunikation an der California State University East Bay, sieht Programme, die unbegründete Behauptungen propagieren, als potenziell gefährlich an.